# Bactrocera dorsalis
Bactrocera dorsalis es una especie de díptero del  género Bactrocera, familia Tephritidae. Friedrich Georg Hendel la describió en 1912.
La especie es originaria de Asia. También ha sido introducida accidentalmente a muchas otras partes del mundo, como África y los Estados Unidos, se ha convertido en una seria plaga de muchas frutas y verduras.